# 東華三院李志雄紀念小學
東華三院李志雄紀念小學（英語：TWGHs Lee Chi Hung Memorial Primary School，1928年 - 2011年8月31日）是昔日香港柴灣小西灣的一所政府資助小學，由東華三院於1928年創立及管理。學校前身為東華三院香港第二小學校，1980年蒙李超賢、李仲賢捐助學校教育費用港幣25萬元，以紀念其父親李志雄，故東華三院董事局將學校命名為東華三院李志雄紀念小學。由創校以來皆以上下午校模式辦學，直至2005年，上午校因轉辦全日制，下午校因收生不足遷出，跟當時在柴灣面臨殺校的世界龍岡學校馮耀卿夫人紀念小學，合併為東華龍岡馮耀卿夫人紀念小學，但最終仍收生不足於2009年停辦。而轉辦全日制的東華三院李志雄紀念小學，亦因收生不足於2011年停辦。東華三院李志雄紀念小學結束後，校舍於2012年改為香港學術及職業資歷評審局及僱員再培訓局的辦公大樓。
學校殺校前為東華三院李潤田紀念中學的一條龍學校。
這是柴灣區繼2000年勵志會馮瑞璋紀念小學，2004年保良局總理聯誼會第一小學，2009年東華龍岡馮耀卿夫人紀念小學及2010年柴灣天主教海星小學被殺校後，第五間於柴灣區內被殺校的小學。

## 歷史
學校前身為文武廟第十六義校，創建於1928年。1929年易名廣福祠第一義校，校址在筲箕灣尾。1954年在寶文街興建新校，改稱東華三院香港第二小學校，有課室12間。1957年加建課室6間。1962年再增建一翼，成為一間擁有24個課室之標準校舍。
1980年蒙李超賢、李仲賢慷慨捐學校教育費用港幣25萬元，以紀念其先父李志雄，故董事局以學校命名為東華三院李志雄紀念小學，藉留永念。1988年寶文街校舍結構出現問題，為學生安全計，遂緊急借用友校上課一年後，於1989年遷至小西灣之標準校舍。舊校舍重建而成東華三院方樹泉社會服務大樓。
2005年，上午校轉辦全日制，下午校遷出跟世界龍岡學校馮耀卿夫人紀念小學合併為東華龍岡馮耀卿夫人紀念小學，但合併三年後停辦，其校舍於2018年拆卸並重建為漁灣邨漁進樓。
另外上午校轉辦全日制後亦在2008年被香港教育局以收生不足為理由對學校下殺校令，之後學校申請特別視學亦未能達標，最後學校行政出現嚴重混亂，原校長黃澤生、余錦泉、黎柏昌等亦管理不善，未能收生，不堪壓力離職，隨後由張潔玲女士接任，直至學校結束，學校最終於2011年停辦，學校辦學83年，最後一任校長為張潔玲女士，校監為張佐華先生。
2011年7月13日下午6時正，是東華三院李志雄紀念小學最後一屆畢業典禮暨開放日（學校稱為「黃昏聚會」），學校開放給公眾人士參觀，當天很多老師和舊生回到學校。學校更展出大量文物給大家參觀。約晚上8時正，學校將校舍所有燈光關上作為告別儀式，標誌着東華三院李志雄紀念小學83年的歷史任務正式結束。

## 校歌
作曲：謝扶雅
作詞：邵光
海天一片，宏播仁風，屬校遍港九。
有教無類，作育英才，歷史最悠久。
晦明風雨，努力前程，良機莫辜負。
愛　東華，愛母校，他日成材，服務社會　報恩厚。
愛　東華，愛母校，他日成材，服務社會　報恩厚。

## 方針及目標
學校為東華三院教育科屬下一間政府資助小學，為小學生提供質素教育服務。重視發展學生的多元智能，著重其品格及學習興趣的培養；推行教師終身學習與時並進；強調家校合作及與個別團體之協作，藉以創造有利的教育環境，讓兒童能愉快地學習和健康地成長，成為良好的公民，服務社會。可惜均未達標，實在愧對捐款人。

## 歷任校監
- 王忠桐先生（199? - 2000）[3]
- 周振基先生（200? - 2001）
- 馬鴻銘先生（200? - 2002）
- 張佐華先生（200? - 2011）

## 歷任校長

### 上午校
- 李建成先生（19?? - 2004）[3]

### 下午校
- 黎柏昌先生（19?? - 2004）
- 陳少華先生（2004 - 2005）

### 2005年學校轉為全日制後
- 余錦泉先生（2005 - 2009）
- 張潔玲女士（2009 - 2011）

## 著名／傑出校友
- 郭卓堅：香港政治人物、「長洲覆核王」[4]
- 謝錫金：前香港大學中文教育研究中心總監及香港大學教育學院副院長（1961年小六上午校）[5]
- 李心平：美國華裔醫生及胃腸學家、第39任香港大學李嘉誠醫學院院長[6]

## 外部連結
- 東華三院李志雄紀念小學校網（互聯網檔案館）
- Y28 Kids - 東華三院李志雄紀念小學（上午校） （页面存档备份，存于）
- Y28 Kids - 東華三院李志雄紀念小學（下午校） （页面存档备份，存于）
- 小學概覽2000/01 - 東華三院李志雄紀念小學（上午）（互聯網檔案館）
- 小學概覽2000/01 - 東華三院李志雄紀念小學（下午）（互聯網檔案館）
- 小學概覽2001/02 - 東華三院李志雄紀念小學（上午）（互聯網檔案館）
- 小學概覽2001/02 - 東華三院李志雄紀念小學（下午）（互聯網檔案館）
- 小學概覽2002/03 - 東華三院李志雄紀念小學（上午）（互聯網檔案館）
- 小學概覽2002/03 - 東華三院李志雄紀念小學（下午）（互聯網檔案館）